# Farmington (Mississipi)
Farmington és una població dels Estats Units a l'estat de Mississipi. Segons el cens del 2000 tenia 1.810 habitants.

## Demografia
Segons el cens del 2000, Farmington tenia 1.810 habitants, 685 habitatges, i 537 famílies. La densitat de població era de 186,9 habitants per km².
Dels 685 habitatges en un 41,6% hi vivien nens de menys de 18 anys, en un 63,4% hi vivien parelles casades, en un 11,1% dones solteres, i en un 21,6% no eren unitats familiars. En el 19,6% dels habitatges hi vivien persones soles el 4,7% de les quals corresponia a persones de 65 anys o més que vivien soles. El nombre mitjà de persones vivint en cada habitatge era de 2,64 i el nombre mitjà de persones que vivien en cada família era de 3,03.
Per edats la població es repartia de la següent manera: un 28,3% tenia menys de 18 anys, un 9% entre 18 i 24, un 30,3% entre 25 i 44, un 23,8% de 45 a 60 i un 8,6% 65 anys o més.
L'edat mediana era de 34 anys. Per cada 100 dones de 18 o més anys hi havia 96,7 homes.
La renda mediana per habitatge era de 37.074 $ i la renda mediana per família de 41.696 $. Els homes tenien una renda mediana de 29.531 $ mentre que les dones 21.346 $. La renda per capita de la població era de 16.327 $. Entorn del 4,1% de les famílies i el 4,9% de la població estaven per davall del llindar de pobresa.

## Poblacions més properes
El següent diagrama mostra les poblacions més properes.